# Af Al Pi

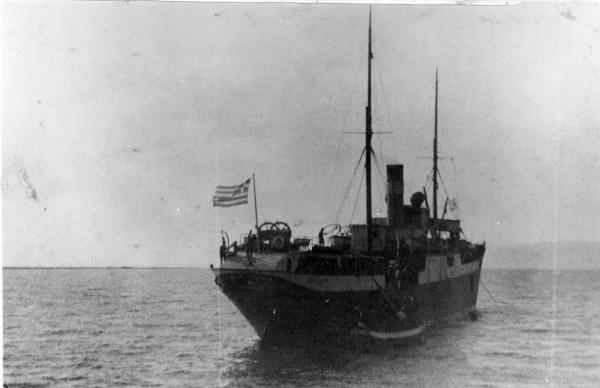
De Artemisia, een van de drie Af Al Pi-schepen

Af Al Pi was een operatie in de Aliyah Bet, de illegale immigratie van Joden naar het mandaatgebied Palestina, en vond plaats in de jaren 1937 en 1938. De reizen werden georganiseerd door Yisrael Galili, een lid van de revisionistisch zionistische jeugdbeweging Betar. De naam Af Al Pi (אף-על-פי) is Hebreeuws voor 'Ondanks Alles' en was gekozen om te benadrukken dat deze jeugdbeweging zich niet liet weerhouden door Britse tegenmaatregelen.

## Geschiedenis
In 1934 begon de Aliyah Bet met een aantal scheepsreizen van de HeHalutz en de Betar. Na een aantal tegenslagen werden de reizen in datzelfde jaar gestaakt. Galili gaf de illegale immigratie in maart 1937 een nieuwe doorstart. Vanuit Griekenland en Albanië werden vijf reizen gemaakt met drie kleine schepen:
- de Kosta, een 50-tons gemotoriseerde schoener met twee masten[1]
- de Panormitis
- de Artemisia, een 211-tons metalen stoomschip uit 1894[2]

Ruim 650 Joodse vluchtelingen werden succesvol in Palestina aan land gezet. De ontscheping werd uitgevoerd met de hulp van de revisionistisch zionistische militie de Etsel. Na onenigheden met leden van de Betar staakte Galili in de zomer van 1938 de operatie.
| Schip      | Vertrekdatum     | Vanaf       | Op datum          | Immigranten |
| ---------- | ---------------- | ----------- | ----------------- | ----------- |
| Kosta      | maart 1937       | Griekenland | 13 april 1937     | 14          |
| Artemisia  | 6 september 1937 | Albanië     | 10 september 1937 | 54          |
| Panormitis | maart 1938       | Griekenland | maart 1938        | 86          |
| Artemisia  | 18 april 1938    | Griekenland | 25 april 1938     | 128         |
| Artemisia  | juni 1938        | Griekenland | juni 1938         | 381         |

In februari 1939 organiseerde de Betar een vijfde reis met de Artemisia, ditmaal zonder Galili. Het schip werd in de Palestijnse kustwateren door de Britten in beslag genomen. 17 opvarenden werden gearresteerd, de overigen wisten te ontkomen.
Op 15 september 1947, tien jaar na de aanvang van Af Al Pi, zette de Mossad Le'Aliyah Bet een landingsvaartuig als immigrantenschip in en gaf het ter nagedachtenis van Galili's operatie de naam Af Al Pi Chen (אף-על-פי-כן): 'Ondanks Alles, Ja!'.